# راسموس فابر
راسموس فابر (بالسويدية: Rasmus Faber)‏ هو دي جيه ومنتج أسطوانات سويدي، ولد في 16 مايو 1979 في ستوكهولم في السويد.

## وصلات خارجية
- الموقع الرسمي
- راسموس فابر على موقع IMDb (الإنجليزية)
- راسموس فابر على موقع ميوزك برينز (الإنجليزية)
- راسموس فابر على موقع أول ميوزيك (الإنجليزية)
- راسموس فابر على موقع ديسكوغز (الإنجليزية)
- راسموس فابر على موقع قاعدة بيانات الفيلم (الإنجليزية)